# Rhoicissus
Rhoicissus (Bosdruif) is een Afrotropisch plantengeslacht uit de Wijnstokfamilie.

## Soorten
The Plant List vermeldt een vrij groot aantal soorten, maar slechts de volgende gelden hierin als geaccepteerd:
- Rhoicissus digitata (L. f.) Gilg & M. Brandt
- Rhoicissus dimidiata (Thunb.) Gilg & M. Brandt
- Rhoicissus microphylla (Turcz.) Gilg & M. Brandt
- Rhoicissus pauciflora (Burch. ex DC.) Planch.
- Rhoicissus revoilii Planch.
- Rhoicissus sericea (Eckl. & Zeyh.) Planch.
- Rhoicissus thunbergii (Eckl. & Zeyh.) Planch.
- Rhoicissus tomentosa (Lam.) Wild & R.B. Drumm.
- Rhoicissus tridentata (L. f.) Wild & R.B. Drumm.

## Galerij

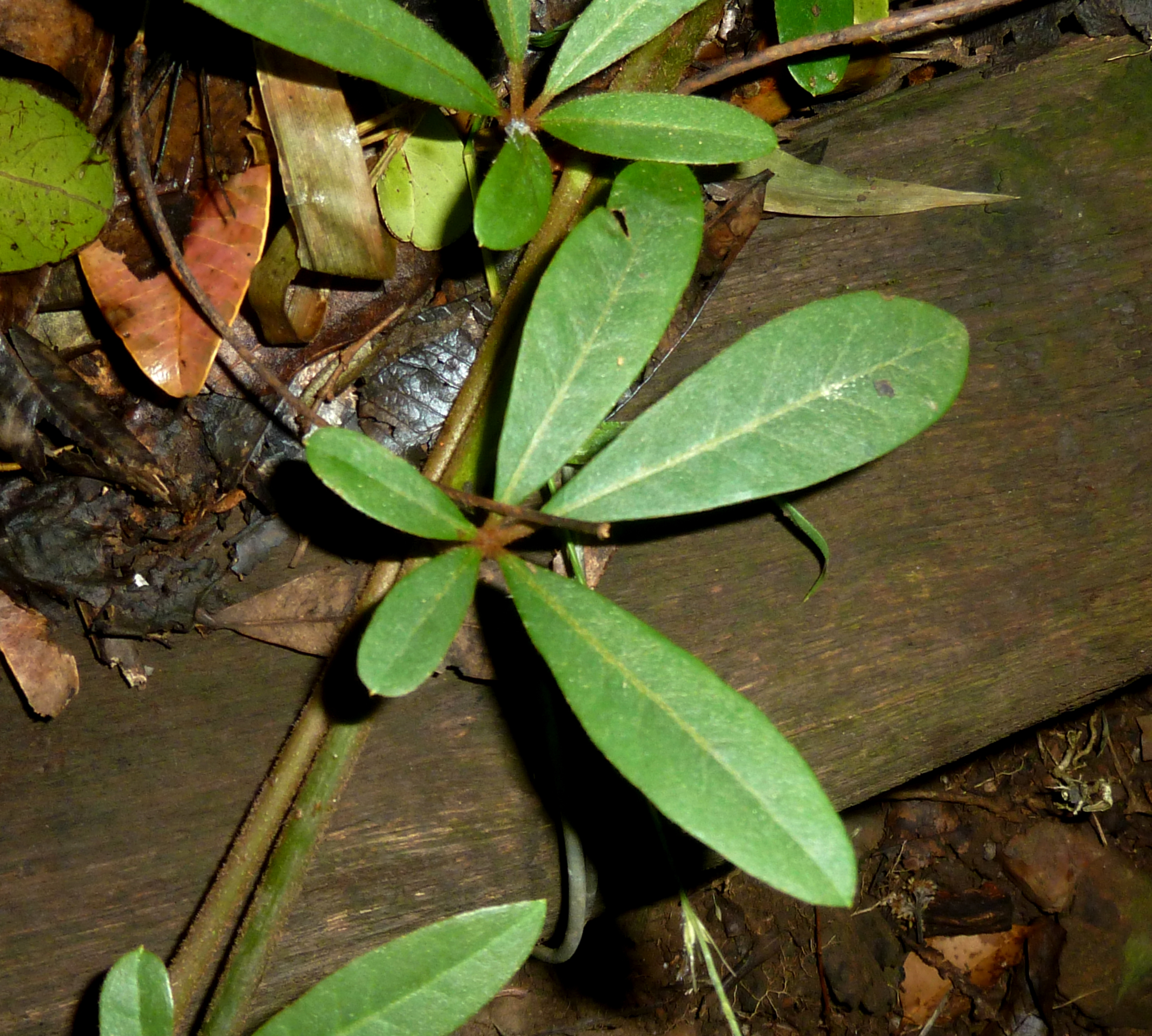
Rhoicissus digitata
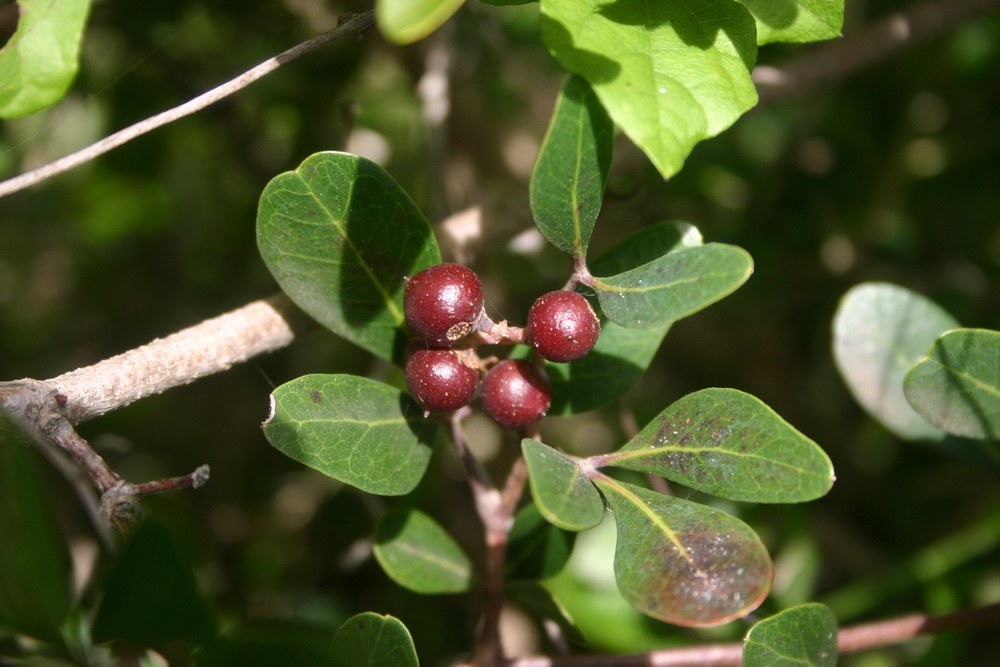
Rhoicissus digitata Bobbejaandruif
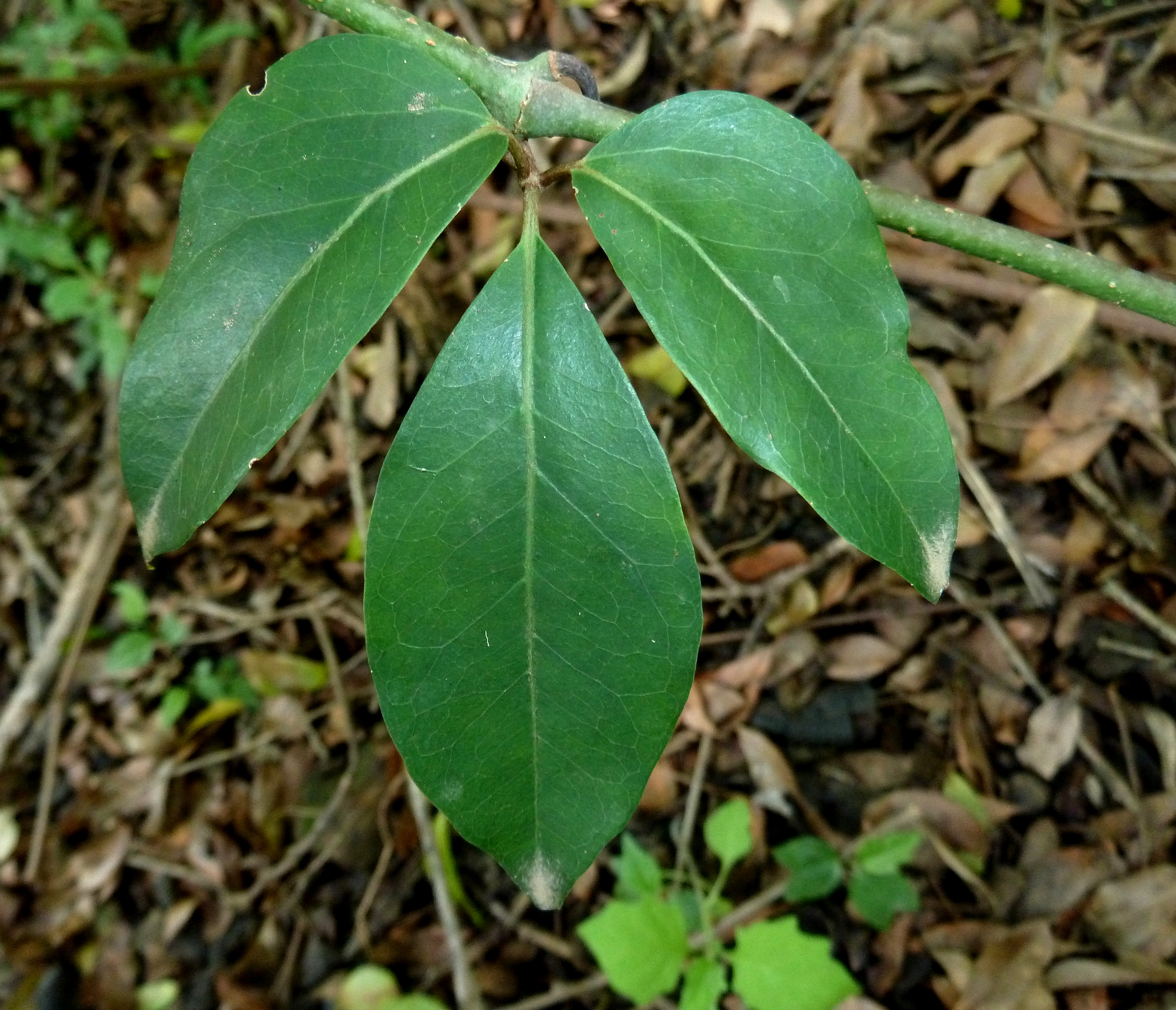
Rhoicissus revoilii Bitterbosdruif
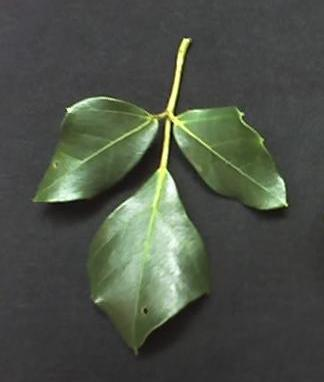
Rhoicissus rhomboidea
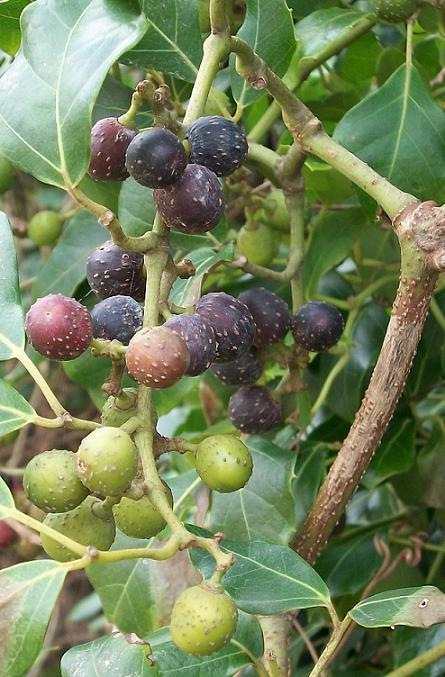
Rhoicissus rhomboidea Basterbosdruif
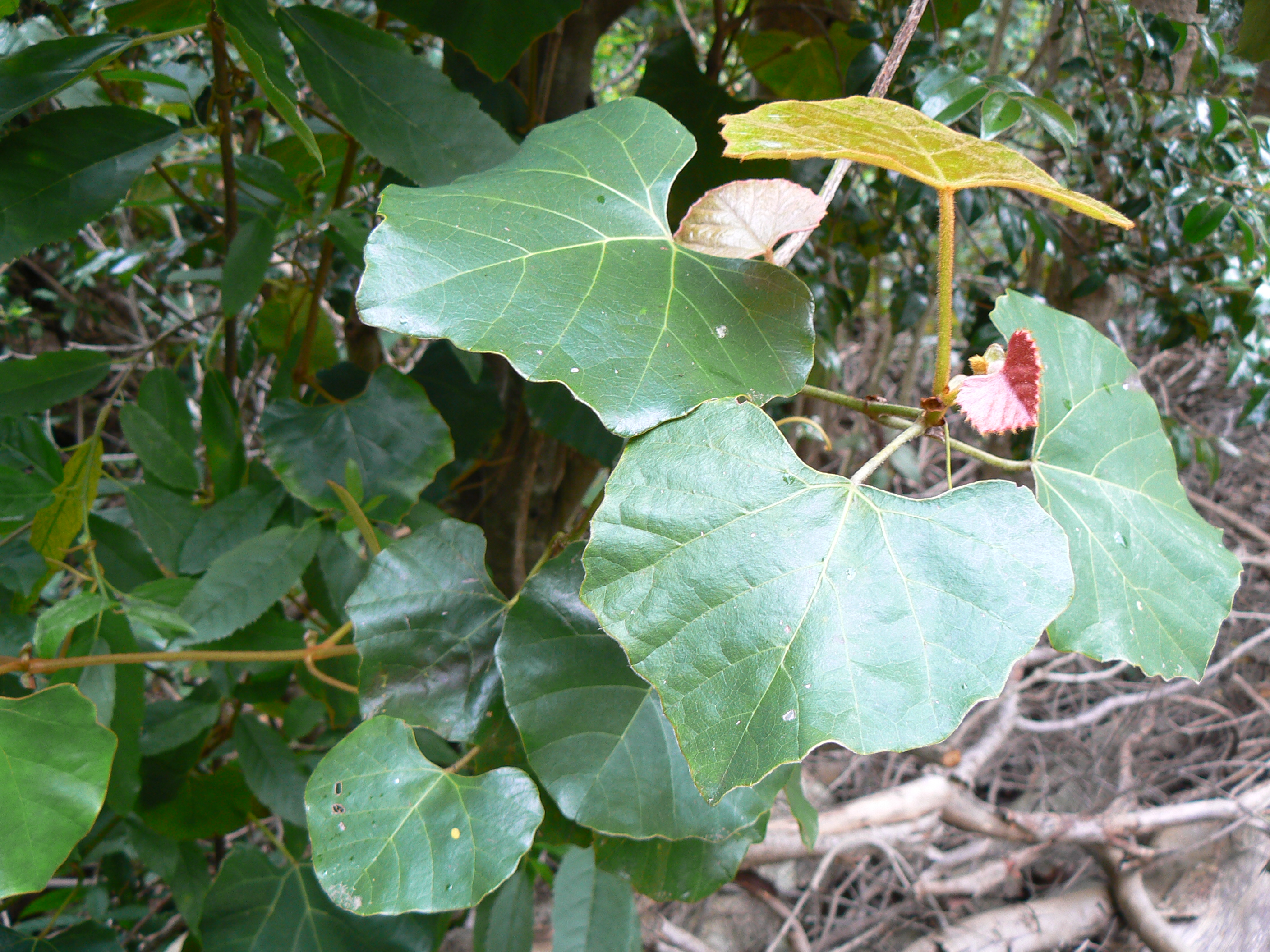
Rhoicissus tomentosa capensis Gewone bosdruif
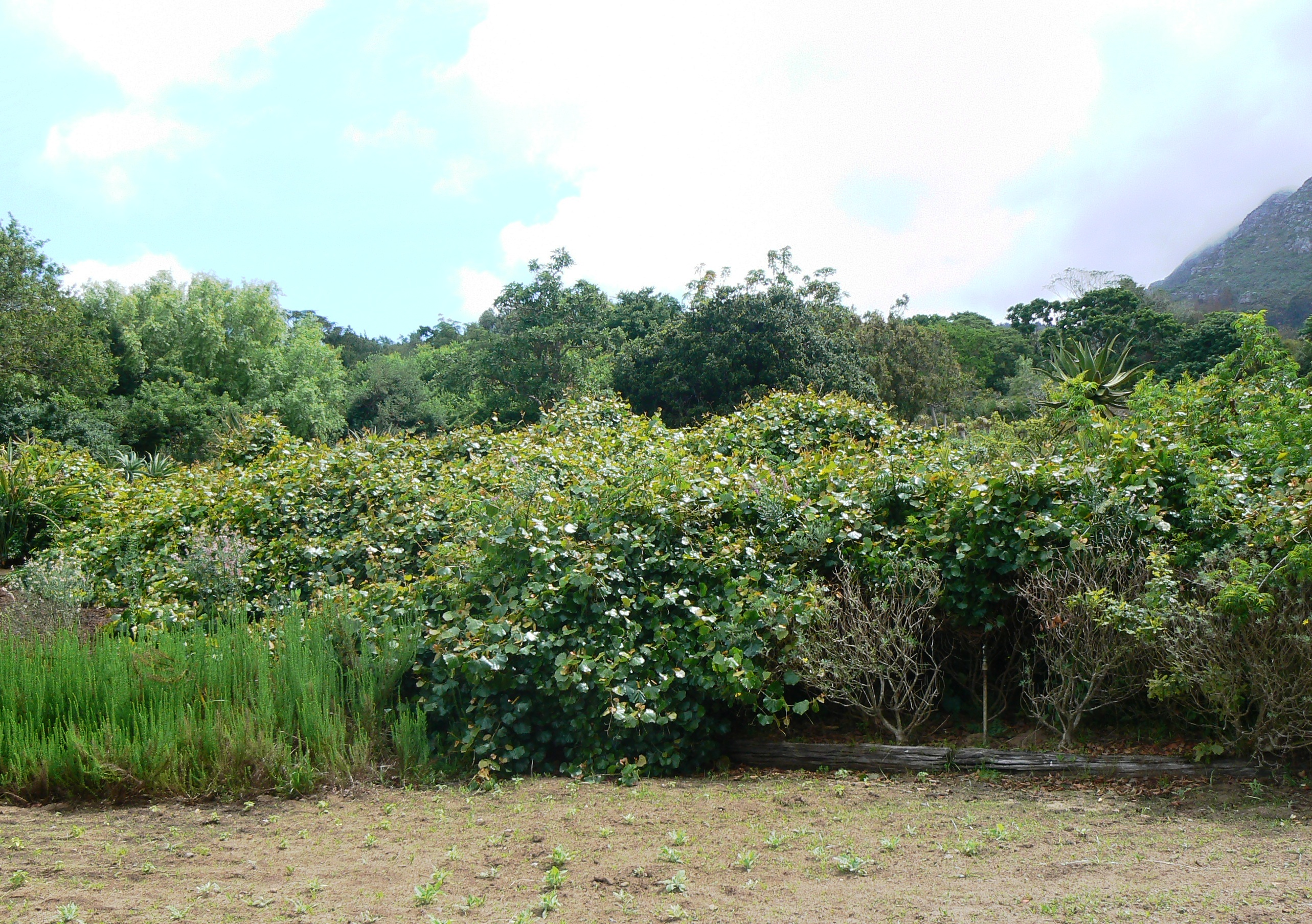
Rhoicissus tomentosa
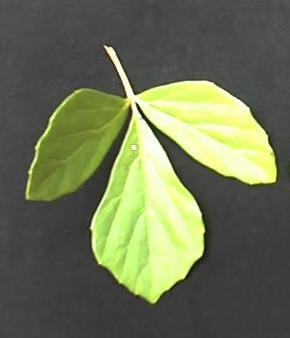
Rhoicissus tridentata Boesmandruif
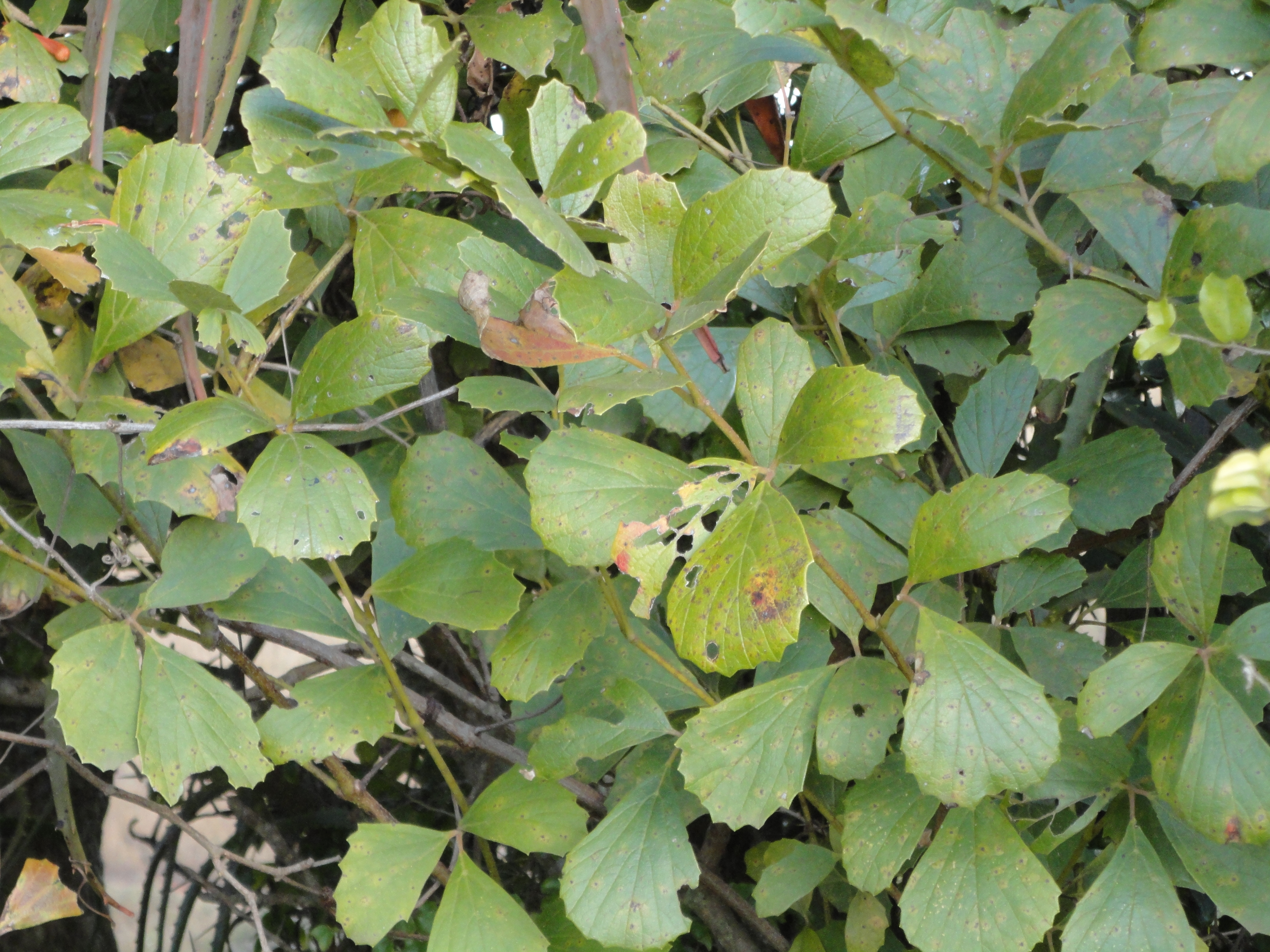
Rhoicissus tridentata

... · 
Ampelocissus · 
Ampelopsis · 
Cissus · 
Parthenocissus (Wilde wingerd) · 
Rhoicissus · 
Tetrastigma · 
Vitis · 
...